# Al Jabal al Akhdar (distrikt)

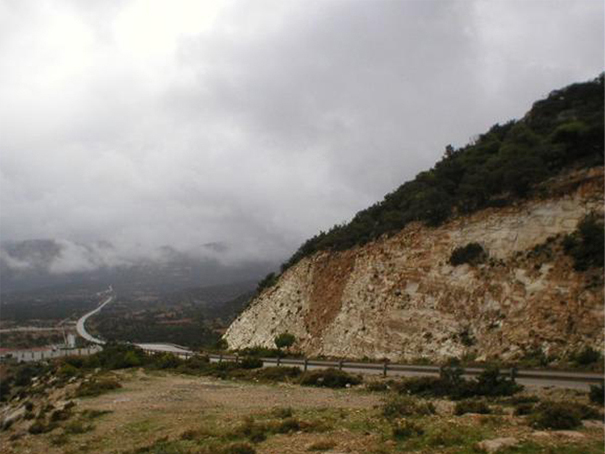
Al Jabal al Akhdar

Al Jabal al Akhdar (arabiska: الجبل الأخضر) är ett av Libyens tjugotvå distrikt (shabiyah). Den administrativa huvudorten är  Al-Bayda. Distriktet gränsar mot Medelhavet och distrikten Darnah, Al Marj och Al Wahat.